# Гленбюла (Вісконсин)
Гленбюла (англ. Glenbeulah) — селище (англ. village) в США, в окрузі Шебойґан штату Вісконсин. Населення — 451 особа (2020).

## Географія
Гленбюла розташована за координатами 43°47′54″ пн. ш. 88°2′48″ зх. д. / 43.79833° пн. ш. 88.04667° зх. д. (43.798394, -88.046792).  За даними Бюро перепису населення США в 2010 році селище мало площу 1,82 км², з яких 1,75 км² — суходіл та 0,07 км² — водойми.

## Демографія
Згідно з переписом 2010 року, у селищі мешкали 463 особи в 194 домогосподарствах у складі 134 родин. Густота населення становила 254 особи/км².  Було 204 помешкання (112/км²).
Расовий склад населення:
| - 98,7 % — білих - 0,2 % — корінних американців |

До двох чи більше рас належало 0,6 %. Частка іспаномовних становила 1,1 % від усіх жителів.
За віковим діапазоном населення розподілялося таким чином: 22,0 % — особи молодші 18 років, 65,9 % — особи у віці 18—64 років, 12,1 % — особи у віці 65 років та старші. Медіана віку мешканця становила 41,4 року. На 100 осіб жіночої статі у селищі припадало 103,1 чоловіків;  на 100 жінок у віці від 18 років та старших — 102,8 чоловіків також старших 18 років.
Середній дохід на одне домашнє господарство  становив 63 477 доларів США (медіана — 58 068), а середній дохід на одну сім'ю — 69 325 доларів (медіана — 60 417). Медіана доходів становила 48 750 доларів для чоловіків та 40 673 долари для жінок. За межею бідності перебувало 3,5 % осіб, у тому числі 1,9 % дітей у віці до 18 років та 3,0 % осіб у віці 65 років та старших.
Цивільне працевлаштоване населення становило 254 особи. Основні галузі зайнятості: виробництво — 33,1 %, освіта, охорона здоров'я та соціальна допомога — 20,9 %, роздрібна торгівля — 9,4 %, мистецтво, розваги та відпочинок — 7,9 %.